# Климове (Курманський район)
Кли́мове (до 1945 року — Ротендорф; крим. Rotendorf, раніше;— Ой-Ічіґе, крим. Oy İçige) — село Курманського району Автономної Республіки Крим.